# Нюбъри (окръг)
Вижте пояснителната страница за други значения на Нюбъри.
Окръг Нюбъри (на английски: Newberry County) е окръг в щата Южна Каролина, Съединени американски щати. Площта му е 1676 km², а населението – 37 719 души (1 април 2020). Административен център е град Нюбъри.